# (22054) 2000 AP21
(22054) 2000 AP21 è un asteroide troiano di Giove del campo greco. Scoperto nel 2000, presenta un'orbita caratterizzata da un semiasse maggiore pari a 5,205052 UA e da un'eccentricità di 0,054200, inclinata di 20,904610° rispetto all'eclittica. Ha un diametro di 34,000 km, un'albedo di 0,051.